# 인공 신장
인공 신장은 3D 바이오프린팅 기술로 개발되고 있으며 신장의 기능이 거의 상실하여 노폐물이 배설 되지 않아 여러 장기에 피해를 입히는 만성 신부전증을 가진 환자들에게 매우 필요로 한다. 현재 상용화된 제품은 없지만 미국에서 43만명이 신장 투석을 받고 있고 10만명 이상이 신장 이식을 기다리고 있는 현 상황에서 평생 혈액 투석기를 달고 약을 먹어야 하는 환자들에게는 아주 획기적인 기술품이라고 할 수 있다. 미국에서 현재 진행중인 인공신장 프로젝트가 모금 활동 등을 통해 활발히 진행 중이고 10년안에는 완벽한 상용화를 전망하고 있다고 한다. 

## 미국 인공신장 프로젝트
현재 미국에서 UCSF라는 신장학에서 매우 유명한 의과 대학이 인공 신장 개발 프로젝트를 진행하고 있다고 한다. 17년 말 18년에 임상 실험을 하는 것이 목표라고 한다.
이 인공 신장은 크게 두 부분으로 구성된다. Bioreactor 과 Biofilter 이 두가지가 소금/당분을 여과하고 혈액으로 보내준다고 한다. 3D 바이오 프린팅 기술, 그리고 인공 장기의 가장 큰 단점은 거부 반응이라고 한다. 심지어 하나의 몸에서 한에서 다른 곳으로 장기를 이동하더라도 거부 반응이 일어날 만큼 인체의 이식에 있어서 거부 반응은 기술 개발에 큰 걸림돌이 된다. 하지만 이 개발품의 두가지 큰 특징은 면역 거부 반응이 없고 외부 동력을 필요로 하지 않는 다는 것이다. 이 새로운 인공 신장은 반도체 제조 기술을 활용해 실리콘 필터를 채용하고 있다. 이 실리콘 나노 필터는 피에서 독성과 염분 및 노폐물 분자와 물을 걸러내는 역할을 한다고 한다. 기존의 인공투석기에 비해 필터 구멍을 더욱 균일하게 할 수 있다고 한다. 두번째 주요 구성품은 생물 반응기 인데 이 안에 신장 세관 세포를 포함하고 있다고 한다. 이 세포들은 사망자가 공여한 신장에서 추출한다. 생물 반응기는 대사기능을 수행하고 피의 양을 조절하기 위해 여과된 액체에서 물을 재흡수 하는 역할을 한다. 이 반응기는 면역거부반응이 일어나지 않는데 큰 기여를 한다고 한다. 또한 이 인공 신장은 인체의 혈압에 의해 작동하므로 외부 동력을 필요로 하지 않는다. 앞으로의 과제는 필터에서의 혈액의 응고나 엉김 현상등을 제거하고 신장 세포 생존 기간을 올리는 것이라고 한다. 또한 이 프로젝트는 페이스북에서 10,000달러 모금 활동을 진행하고 있다고 한다.

## 같이 보기
- 인공 장기
- 콩팥
- 인공투석
- 조직공학
- 나노 기술
- 혈액투석